# Fundación Duques de Soria
La Fundación Duques de Soria es una institución cultural sin ánimo de lucro, con sede en la ciudad de Soria, creada en 1989 por iniciativa y bajo la presidencia de honor de Margarita de Borbón y de Carlos Zurita, duques de Soria.
Su principal objetivo es colaborar con el hispanismo internacional y con la Universidad en el estudio y la difusión de la cultura española, con especial referencia a la lengua.
La Fundación colabora estrechamente con la Junta de Castilla y León y con las principales instituciones de Soria, Salamanca y Valladolid, en especial con las Universidades de estas dos últimas ciudades. También apoya a instituciones como la Real Academia Española (es miembro de la Fundación Pro Real Academia Española), el Instituto Cervantes, o la Asociación Internacional de Hispanistas. Fue premiada con la Medalla de Oro al mérito en las Bellas Artes en 2016.

## Premios
- Premio de Economía de Castilla y León Infanta Cristina (2002)